# デニス・ロー
デニス・ロー（Denis Law CBE, 1940年2月24日 - 2025年1月17日）は、スコットランド出身の元サッカー選手。ポジションはFW(CF)。

## 人物
スコットランドが世界に誇る名ストライカー。ボビー・チャールトン、ジョージ・ベスト等と共にマンチェスター・ユナイテッドの一時代を築き上げた。オールド・トラッフォードには、この二人と並んでローの像が建てられている。スコットランド代表としては55試合に出場して30ゴールを挙げた。この30ゴールという数字はケニー・ダルグリッシュと並んで同国最多得点記録である。
奔放な行動や激しい闘争心、その得点力と容姿から相手チームからは『金髪の悪魔』と恐れられ、ファンからは『キング』と呼ばれた。
高い得点力を持ち、『ジャックナイフ』と称される鋭いヘディングシュートの他、ロングシュートやアクロバティックなシュートも得意でボビー・チャールトン以上の人気を誇り、彼にあやかりたいと子供に「デニス」と名付ける親が続出、デニス・ベルカンプもローの名から来ている。

## 経歴
1955年、15歳でハダースフィールド・タウンと契約、翌年トップチームに出場。1958年10月18日にはウェールズ戦で代表デビューを果たす。1960年、マンチェスター・シティへ移籍、ここでの活躍が認められ、1961年、当時イングランドの移籍金最高額でイタリア・トリノへ移籍。しかし思うような結果が出せず1シーズンでイングランド・フットボールリーグへ復帰し、1962年、マンチェスター・ユナイテッドへ移籍、マンチェスターの両クラブでプレーした初の選手となった。
1964年にはスコットランド人初のバロンドールを受賞、1964-65、1966-67シーズンにはリーグ優勝に貢献。FAカップも2度獲得し、彼が決めた40ゴールはイアン・ラッシュが塗り替えるまで同大会での最多得点記録だった。1967-1968にマンチェスター・ユナイテッドはUEFAチャンピオンズリーグでも優勝したが、怪我により入院していたローは決勝のピッチに立つことが出来なかった。しかし後日、監督であるマット・バスビーはビッグイヤーを持ってローの病室を訪れた。マンチェスター・ユナイテッドでは通算404試合に出場237ゴールを挙げた。
1973年、古巣マンチェスター・シティへ移籍、ここで1シーズンを過ごし、1974年、34歳で現役を引退した。ローが決めた現役最後のゴールは、マンチェスター・ユナイテッドの2部リーグ降格を決めるものだった。
2002年には、イングランドサッカー殿堂に選ばれている。
2025年1月17日、死去したことを親族が発表した。84歳没。2021年にはアルツハイマー病などの診断を受けた。

## 所属クラブ
- 1956-1960  ハダースフィールド・タウン
- 1960-1961  マンチェスター・シティ
- 1961-1962  トリノ
- 1962-1973  マンチェスター・ユナイテッド
- 1973-1974  マンチェスター・シティ